# 中華民國陸軍裝甲第五四二旅

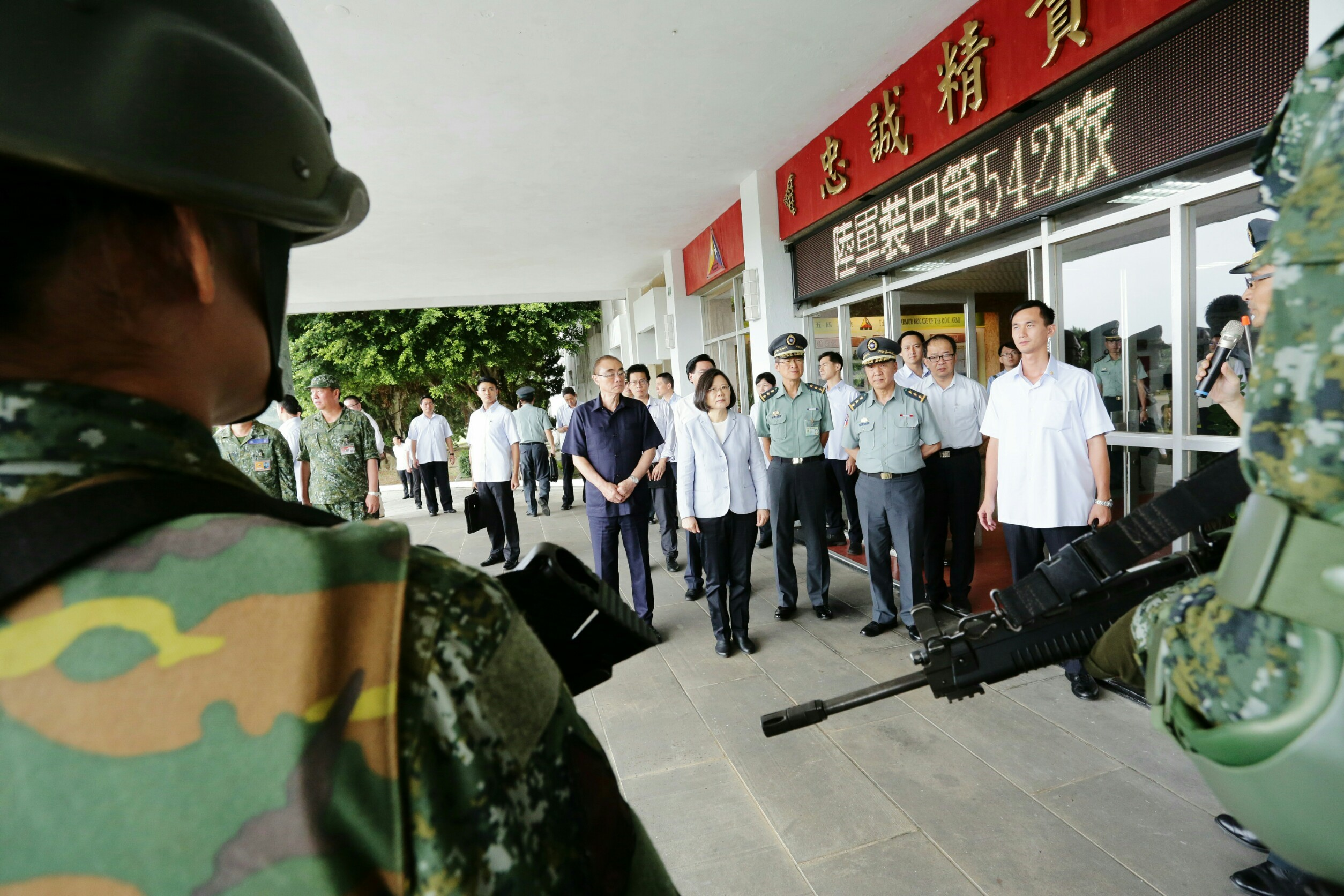
蔡英文總統訪視542旅營區

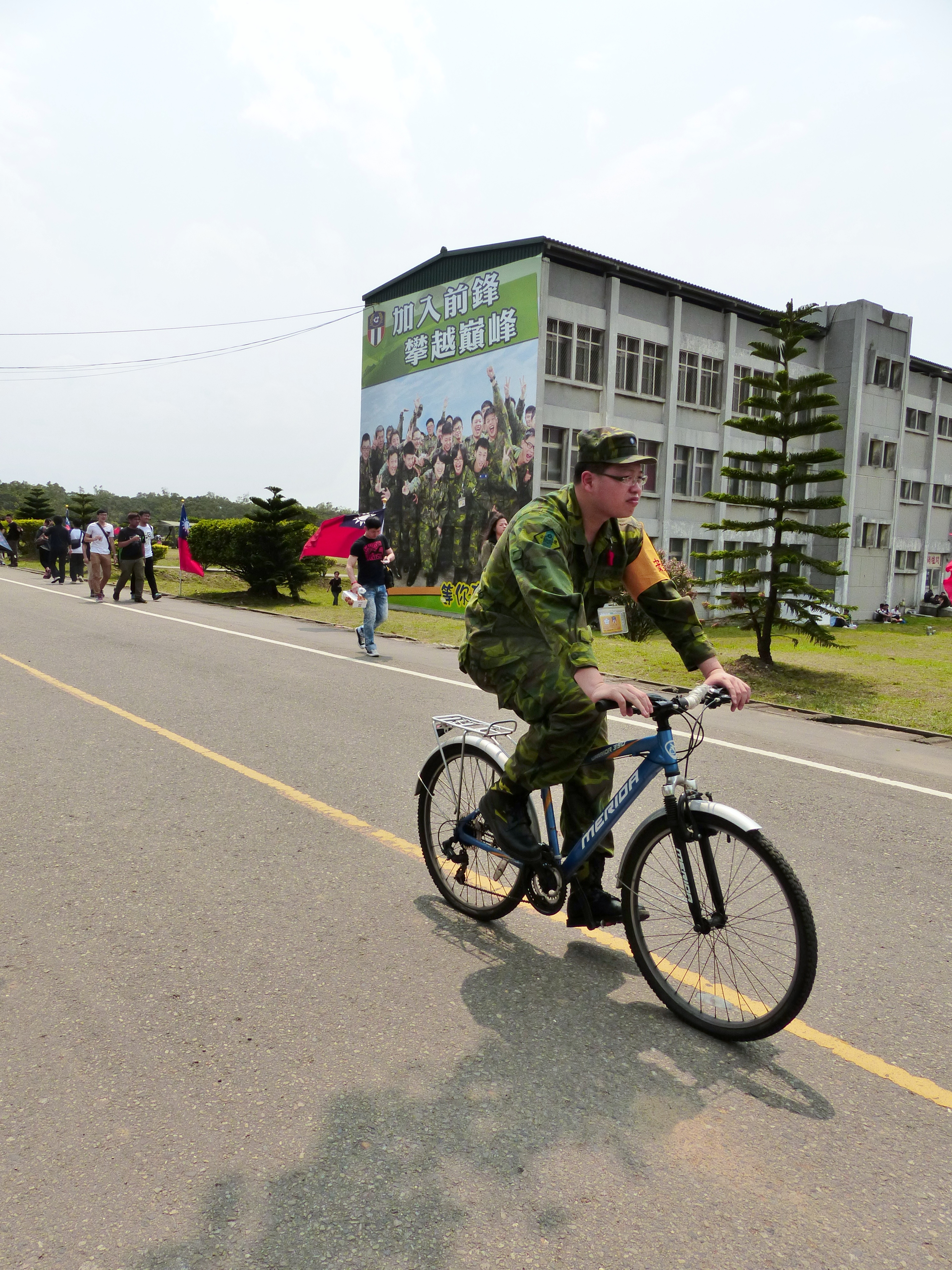
湖口營區

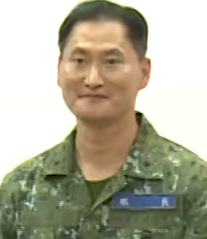
前旅長劉暐欣少將

陸軍裝甲第五四二旅（英語：542 Armored Brigade），為中華民國國軍駐守於臺灣新竹縣的陸軍部隊，編配在陸軍第六軍團指揮部。隊名「迅雷部隊」。前身為陸軍裝甲第二師

## 沿革

### 戡亂時期
- 1970年9月1日，因「嘉禾二號案」，陸軍裝甲兵第二師師部與師部連及戰車第七二一營、第七二二營、裝甲步兵第一二一營、裝砲第五營、支援指揮部等，於台中清泉崗改編為陸軍裝甲第二旅。
- 1976年1月1日，改番號為陸軍獨立第十三旅。
- 1976年8月，改番號為陸軍獨立第四十二旅，駐地於新竹湖口。

### 精實時期
- 1998年10月1日，因應精實案改編為陸軍裝甲第五四二旅。

### 精粹時期
- 2013年7月4日，發生洪仲丘事件。
- 2013年12月21日至27日，由 陸軍第八軍團指揮部（南部地區）納編相關單位編成統裁部和操演部隊，執行「長勝十四號」操演，與十軍團機步二三四旅進行對抗演練。
- 2016年8月31日，CM-11勇虎式戰車發生戰車砲膛炸。
- 2016年10月，執行「長青十五號演習」陸軍裝甲第五四二旅與陸軍機械化步兵第二三四旅進行聯兵旅對抗，區域範圍涵蓋新竹至屏東間地區，由陸軍第十軍團指揮部納編相關單位編成統裁部和操演部隊，統裁官由陸軍第十軍團指揮官周皓瑜中將擔任，雙方動員兵力合計達5,900人。

## 組織

### 編階
- 旅長 一位 少將
- 作戰副旅長 一位 上校
- 後勤副旅長 一位 上校
- 政戰主任 一位 上校
- 參謀主任 一位 上校
- 旅士官長 一位 一等士官長

### 直屬單位
- 旅部連（湖口三營區）
- 幹部訓練班（湖口三營區）
- 通資作業連（湖口三營區）
- 反裝甲連（湖口三營區）
- 保修連（湖口三營區）
- 衛生連（湖口三營區）
- 工兵連（湖口三營區）
- 裝甲騎兵連（湖口二營區）（已解編，併入各聯兵營）

### 下轄單位
- 戰車一營（聯兵一營）（營部連+戰車連*3）（湖口三營區）
- 戰車二營（聯兵二營）（營部連+戰車連*3）（湖口三營區）
- 戰車三營（聯兵三營）（營部連+戰車連*3）（湖口三營區）（湖口三營區，前身為陸軍裝甲獨立第五一旅戰車第七一一營第一連，曾於1998年獲選當年度國軍模範連隊）
- 砲兵營（營部連+砲兵連×3）（湖口三營區）
- 機械化步兵營（營部連+機步連x3）

### 直屬單位
- 旅部連（湖口三營區）
- 保修連（湖口三營區）
- 通資作業連（湖口三營區）
- 工兵連（湖口三營區）

### 下轄單位
- 聯合兵種第一營（戰鬥支援連+戰車連*2+火力連+機步連）（湖口三營區）
- 聯合兵種第二營（戰鬥支援連+戰車連*2+火力連+機步連）（湖口三營區）
- 聯合兵種第三營（戰鬥支援連+戰車連*2+火力連+機步連）（湖口三營區）
- 砲兵營（營部連+砲兵連×3）（湖口三營區）

## 隊徽含義
- 迅雷：代表迅雷不及掩耳之意。
- 紅黃藍三色：象徵步、戰、砲三個主要戰鬥兵科及裝甲兵的誠、愛、熱的傳統精神。
- 兩道閃電：象徵靈活通信與機動作戰的戰術思想。
- 12塊履帶：象徵裝甲兵作人處世的十二項風格。

## 榮譽
- 陸軍裝甲第五四二旅榮獲108年度「全民國防教育傑出貢獻獎-團體獎」，由旅長侯嘉倫少將代表領獎。[2]

## 相關
- 陸軍裝甲第九五旅
- 陸軍裝甲第五六四旅
- 陸軍機械化步兵第二三四旅
- 陸軍機械化步兵第三三三旅
- 洪仲丘事件

## 附註
1. ↑  . 中華民國陸軍司令部.   [2014-06-11]. （原始内容存档于2013-07-23） （中文（臺灣））.
2. ↑  .   [2019-09-01]. （原始内容存档于2020-04-16）.

## 外部連結
- 前542旅長于北辰 6月1日退伍 （页面存档备份，存于）